# Reserva Comunal Amarakaeri
Die Reserva Comunal Amarakaeri ist ein Schutzgebiet von kommunalem Rang in Südost-Peru in der Region Madre de Dios. Das Schutzgebiet wurde am 9. Mai 2002 eingerichtet. Verwaltet wird es von der staatlichen Naturschutz-Agentur Servicio Nacional de Areas Naturales Protegidas por el Estado (SERNANP). Das Areal besitzt eine Größe von 4023,36 km². Es dient der Erhaltung eines Gebietes mit hoher Biodiversität und damit einem Ökosystem bedrohter Pflanzen- und Tierarten. Es wird in der IUCN-Kategorie VI als ein Schutzgebiet geführt, dessen Management der nachhaltigen Nutzung natürlicher Ökosysteme und Lebensräume dient.

## Lage
Das Schutzgebiet erstreckt sich von der Ostflanke der peruanischen Ostkordillere über das Amazonastiefland bis zum Río Madre de Dios. Es liegt in den Distrikten Fitzcarrald, Manu, Madre de Dios und Huepetuhe der Provinz Manu. Der Nordwesten wird vom Río Blanco durchflossen. Der zentrale Teil bildet das mittlere und obere Einzugsgebiet des Río Chilive. Der Süden des Schutzgebietes umfasst das obere Einzugsgebiet des Río Colorado. Der Name des Schutzgebietes bezieht sich auf die Harakmbut-Sprache Amarakaeri, die von der indigenen Bevölkerung in dem Gebiet gesprochen wird.

## Ökosystem
Zu den Säugetieren im Schutzgebiet gehört der Brillenbär (Tremarctos ornatus), der Riesenotter (Pteronura brasiliensis), der Braune Wollaffe (Lagothrix lagotricha), der Flachlandtapir (Tapirus terrestris), der Puma (Puma concolor) und der Jaguar (Panthera onca). Zu den Reptilien, die in dem Gebiet leben, gehört Bothrops andianus aus der Familie der Amerikanischen Lanzenottern, der Schwarze Kaiman (Melanosuchus niger), der Keilkopf-Glattstirnkaiman (Paleosuchus trigonatus) und die Terekay-Schienenschildkröte (Podocnemis unifilis). Zu den Vögeln in dem Gebiet zählt der Scharlachara (Ara macao), der Soldatenara (Ara militaris), die Harpye (Harpia harpyja), der Amazonashokko (Mitu tuberosa) und der Blaukehlguan (Pipile cumanensis). In dem Schutzgebiet wächst die Westindische Zedrele (Cedrela odorata), das Amerikanische Mahagoni (Swietenia macrophylla), Cyathea caracasana, die Gattung Croton, der Kapokbaum (Ceiba pentandra) und die Feigen-Gattung Ficus.